# قلمرو (فیلم ۲۰۱۸)
قلمرو (به انگلیسی: Dominion) یک فیلم مستند استرالیایی است که در سال ۲۰۱۸ توسط کریس دلفورس منتشر شد. در این فیلم روش‌های بسیاری که حیوانات به شکل عادی مورد آزار قرار می‌گیرند نمایش داده می‌شود. کریس دلفورس در این فیلم به بررسی شش نوع استفاده از حیوانات که شامل حیوانات پرورشی، حیوانات وحشی، حیوانات خانگی، حیوانات برای سرگرمی، حیوانات خزدار و حیوانات آزمایشگاهی است می‌پردازد.
این فیلم عمدتاً از ویدئوهایی که در وبگاه پروژه شفافیت مزرعه (Farm transparency Project)، به صورت رایگان در دسترس است استفاده می‌کند. که عمده آنها تصاویر دوربین‌های مخفی و پهپادهای بدون سرنشین است.

## خلاصه داستان
گونه‌های مختلف حیواناتی که در بخش‌های جداگانه این مستند، نحوه استفاده و سوءاستفاده از آن‌ها بررسی شده‌است شامل خوک، مرغ تخم‌گذار و مرغ گوشتی، بوقلمون، گاو، گوسفند، بز، ماهی، خرگوش، راسو، روباه، سگ، اسب، شتر، موش، شیر دریایی و دلفین می‌باشد.

## تولید
این مستند به عنوان بخشی از دو پویش سرمایه‌گذاری جمعی تولید شد که به ترتیب ۱۹٬۷۹۶ دلار و ۵۷٬۷۱۰ یورو جمع‌آوری شده بود و همچنین از Voiceless  بودجه‌ای را دریافت کرد.

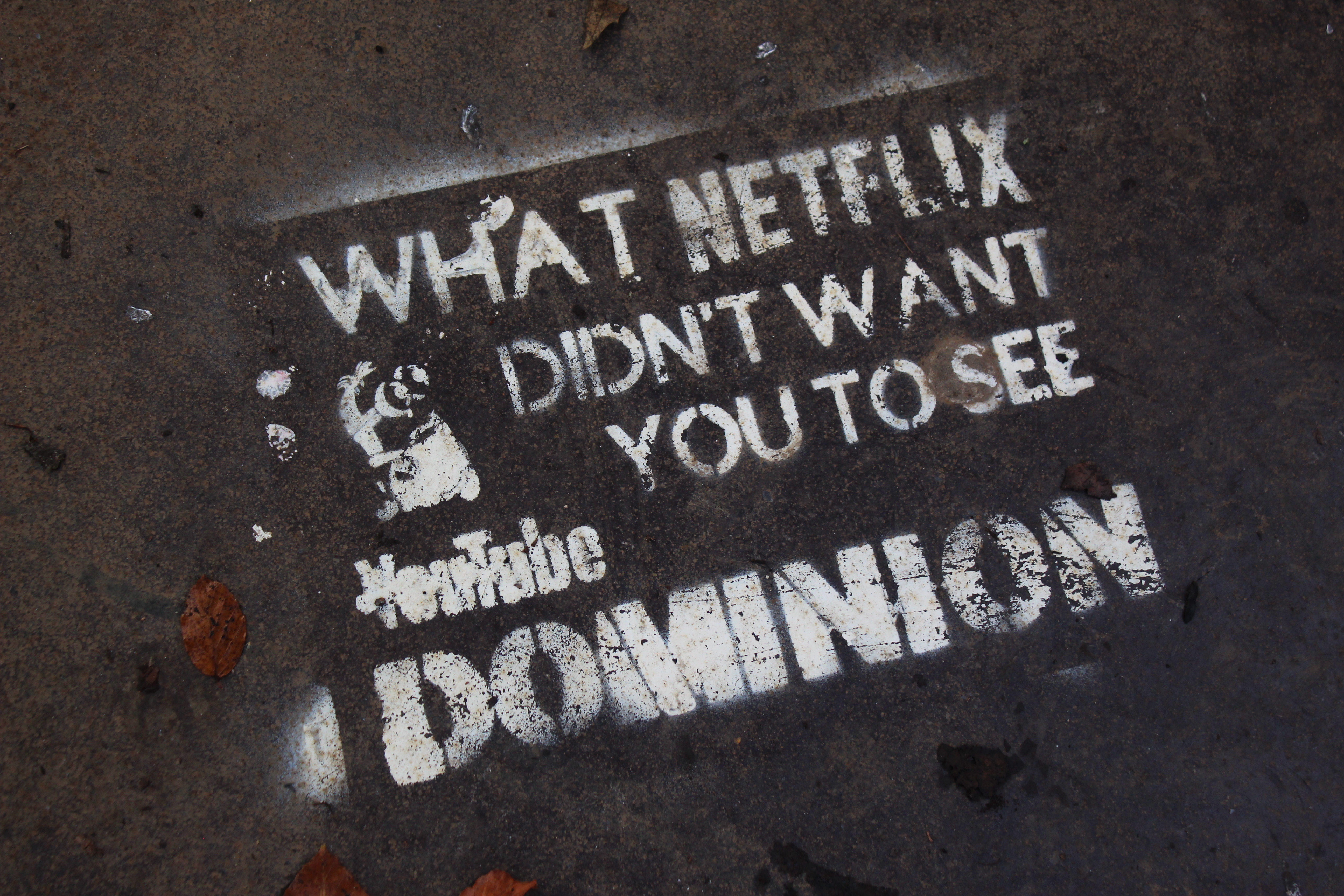
بازاریابی به سبک چریکی برای فیلم

بازیگرانی از جمله واکین فینیکس، رونی مارا و سیدی سینک و همچنین سیا خواننده استرالیایی این فیلم را روایت کرده‌اند. و نخستین بار در تاریخ ۲۹ مارس ۲۰۱۸ در ملبورن استرالیا اکران شد.

## واکنش‌ها
جیمز آسپی فعال حقوق حیوانات در مصاحبه‌ای گفته این مستند قدرتمندترین مستندی است که تاکنون ساخته شده‌است. همچنین در جایی دیگر به عنوان «ساکنان زمین جدید» نامیده شده‌است و از حمایت مشترک چندین گروه محلی حامی حقوق حیوانات بهره‌مند شده‌است.
فعالان حقوق حیوانات هم‌زمان با اکران فیلم در ملبورن، در خاموش شدن موقتی یک کشتارگاه در بنالا، ویکتوریا، در ۲۶ مارس شرکت کردند. در ۸ آوریل ۲۰۱۹، به مناسبت یک سالگی فیلم، مجموعه اقدامات اعتراضی در سراسر استرالیا برگزار شد. فعالان تابلوهایی برای تبلیغ وبگاه Watch Dominion در دست داشتند که در آنجا می‌توان قلمرو را به صورت رایگان مشاهده کرد.
مدیر اجرایی شورای صنعت گوشت استرالیا، پاتریک هاچینسون، گفته‌است: «چیزی که فیلم نشان می‌دهد بیانگر اقدامات صنعت در سطح وسیع‌تر نیست» و فدراسیون ملی کشاورزان در اظهار نظری گفت کسانی که استانداردهای آسایش و راحتی حیوانات را رعایت نمی‌کنند، هیچ جایی در صنعت ندارند.

## جوایز
جوایز جشنواره فیلم مستقل لس آنجلس
- بهترین فیلم
- بهترین پیش‌نمایش/ تبلیغات
- بهترین موسیقی
- بهترین کارگردانی مستند